# Gunung Sago
Gunung Sago är ett berg i Indonesien.   Det ligger i provinsen Sumatera Barat, i den västra delen av landet, 900 km nordväst om huvudstaden Jakarta. Toppen på Gunung Sago är 2 055 meter över havet.
Terrängen runt Gunung Sago är kuperad åt sydväst, men åt nordost är den bergig. Runt Gunung Sago är det ganska tätbefolkat, med 120 invånare per kvadratkilometer. Närmaste större samhälle är Payakumbuh, 14,9 km norr om Gunung Sago. I omgivningarna runt Gunung Sago växer i huvudsak städsegrön lövskog.